# Мельхіор

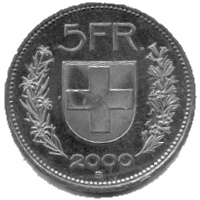
П'ять швейцарських франків з мельхіору

Мельхіо́р (нім. Melchior, від імені винахідників Майо́ і Шор'є́ (фр. Maillot, Chorier)) — група сплавів міді (основа) переважно з нікелем (5-30 %), а також з Fe (приблизно 1 %) та Mn (близько 1 %). Винайдений у 1819 році.

## Характеристики
Основні характеристики: сріблястий колір, висока корозійна стійкість, температура плавлення 1170 °С; 1443 К (залежить від складу сплаву), пластичний, добре обробляється тиском (ріжеться, карбується) в холодному і гарячому стані, паяється, полірується. За зовнішніми характеристиками мельхіор схожий на срібло, але володіє більшою механічною міцністю і не темніє. Має високу стійкість проти корозії як у повітрі, так і у воді, добре обробляється, тому є добрим металом для карбування монет. В залежності від складу, мельхіор може бути електронегативним відносно морської води. У XIX столітті до мельхіору відносили сплави Cu-Ni-Zn (нейзильбери) та посріблену латунь.

## Застосування
- З мельхіору виготовляють ювелірні вироби, посуд, термоелементи, точні резистори і т. і.;
- Використовується у виробництві високоякісних деталей морських човнів;
- У виробництві медичних приладів;
- У гільзах гримучортутних капсуль-детонаторів.